# Josef Lukas (Pädagoge)
Josef Lukas (* 6. Februar 1835 in Wies, Steiermark; † 26. Jänner 1917 in Graz) war ein österreichischer Pädagoge.

## Leben
Josef Lukas entstammte einer Bauernfamilie. Er arbeitete ab 1854 als Lehrer an der Normalhauptschule und Unterrealschule in Graz und später in Maribor. Er maturierte 1862  und machte danach die Lehramtsprüfung für das Gymnasium für Geschichte und Geografie. Ab 1874 war er Dr. phil. und Leiter der Lehrerbildungsanstalt und Bezirksschulinspektor in Graz. Von 1881 bis 1893 war er Leiter der Lehrerbildungsanstalt Wiener Neustadt.
Seine Söhne waren der Wirtschaftswissenschaftler Eduard Lukas und der Staatsrechtslehrer Josef Lukas. 

## Publikationen
- Kaiser Claudius, eine wissenschaftliche Abhandlung. Dissertation, Universität Graz, 1874 (handschriftlich)
- Grundzüge der österreichischen Verfassung und Verwaltung. 1874.
- Leitfaden der Geschichte der Pädagogik. Aufsatzsammlung.
- Karls des Großen Tätigkeit in der Volksbildung.
- Die Deutsche Sprache als Glied der indogermanischen Sprachfamilie.
- Johann Ignaz von Felbiger als Schulreformer.
- Diesterweg.
- Geschichte der Erziehung und des Unterrichts.